# Karl Follen
Karl Theodor Christian Friedrich Follen ou Charles Follen après sa naturalisation américaine, né le 4 septembre 1796 à Romrod et mort en mer le 13 janvier 1840 au Long Island Sound, est un savant germano-américain, écrivain et démocrate radical du Vormärz.

## Famille
Son père est Christoph Follenius (1759-1833), avocat à la cour de Giessen, sa mère Rosine Follenius (1766-1800). Le père l'élève dans une éducation chrétienne. Il est le frère d'Adolf Ludwig Follen et Paul Follen ; le fils de sa sœur Louise est le naturaliste Carl Vogt.

## Biographie
Il apprend le latin, le grec, l'hébreu, le français et l'italien et est inspiré par Friedrich Gottlieb Welcker pour son héroïsme et le nationalisme anti-français de Jahn, Korner et Arndt. En 1813, il étudie le droit. Il rejoint en 1814 avec de nombreux étudiants un corps franc en France pour lutter contre Napoléon, mais ne participe pas à des opérations de combat.
Le 17 novembre 1814, il fonde avec d'autres étudiants de l'université de Giessen la société de lecture teutonne (de), un Studentenverbindung qui, en plus de l'Urburschenschaft, est un pionnier du mouvement des Burschenschafts. Après la dissolution de la société de lecture en 1815, Follen dirige les Noirs de Giessen.
En 1816, Follen prend part en tant que partisan du mouvement nationaliste de Friedrich Ludwig Jahns à la fondation de la Christlich-Teutschen Burschenschaft dont il conçoit le statut qui est antisémite. En janvier 1817, il rédige une décision sur l'égalité juridique au sein des fraternités et se montre ainsi contre l'isolationnisme entre les fraternités. De violents affrontements contre sa personne, couplés avec des dénonciations et des expulsions par des partisans de Follens des Landsmannschaften, commencent à lui faire une image. Le 22 mars, l'université de Gießen prononcé contre les Burschenschafter la première fois des menaces d'exclusion.
En 1818, il fonde la Allgemeine Gießener Burschenschaft Germania dissoute par les décrets de Carlsbad. Il lance avec succès une pétition publiée le 28 novembre 1818 dans les journaux de Hesse en faveur des fermiers de Hesse contre une hausse de taux. Follen est refusé comme professeur, il quitte Gießen et part en 1819 dans le duché de Saxe-Weimar libéral. À l'université d'Iéna, il enseigne à la faculté de droit.
À Iéna, Follen rencontre le philosophe nationaliste Jakob Friedrich Fries, qui est bien connu des étudiants, et a déclaré ses convictions intérieures comme un principe d'action politique. Il fonde et dirige un groupuscule auquel appartient Karl Ludwig Sand. Après l'assassinat de l'écrivain August von Kotzebue, Follen est accusé d'être le commanditaire, alors que Sand insiste jusqu'à son exécution avoir planifié et préparé l'assassinat seul.
Follen n'a plus le droit d'enseigner. Il fuit à l'automne de 1819, d'abord dans la maison de son père à Giessen, où il lui est également interdit d'enseigner et en même temps il a une interdiction de voyager. À l'hiver 1819, il se rend à Strasbourg où il se consacre à des études de langue et de littérature. En février 1820, il vient à Paris, où sa rencontre avec le marquis de Lafayette serait importante pour son départ en Amérique. L'assassinat de Charles-Ferdinand d'Artois, duc de Berry, le 13 février 1820, déclenche une vague d'expulsions, Follen doit quitter la France et fuir pour la Suisse. En septembre, il a commencé à travailler à l'école cantonale de Coire. Puis il est auprès de son frère Adolf Ludwig pendant deux ans à Berlin.
En 1821, Follen accepte une offre de l'université de Bâle, qui est bientôt le centre des exilés allemands comme Wilhelm Martin Leberecht de Wette, dont il devient le médiateur avec l'université. Follen entretient des contacts constants avec l'Allemagne, organise des réunions illégales et crée le plan d'une alliance de la jeunesse révolutionnaire.
En 1824, la pression prussienne contraint l'Université de Bâle à licencier Follen. Le 27 août, une note prussienne demande la livraison du « sujet né prussien » Follen ; la Suisse demande une instruction plus solide. Quand finalement la Prusse, l'Autriche et la Russie menacent de rompre des relations amicales, le gouvernement suisse décidé de l'arrêter, mais conseille en même temps à Follen de quitter le pays. Dans le coffre d'une diligence, il s'évade de Bâle au Havre, où il embarque le 5 novembre 1824 avec Karl Beck, Friedrich Bunte, Jakob Homburg et Wilhelm Wesslehöft à bord du Cadmus. Pendant la traversée, il commence à apprendre l'anglais et atteint l'Amérique le 19 décembre 1824.
En six mois à New York et à Philadelphie, il s'installe en Amérique, soutenu par le contact étroit avec Lafayette, l'ouverture de Boston et son propre enthousiasme pour la démocratie américaine. Il anglicise son nom en Charles Follen. En 1825, il travaille à l'université Harvard, d'abord comme professeur de langue allemande et de littérature allemande moderne. En 1826, il introduit avec d'autres émigrants un sujet d'enseignement sur le modèle allemand, qui a d'abord lieu dans le réfectoire de l'université, puis dans le nouveau gymnase de Boston.
Follen fait connaissance avec l'écrivain Eliza Lee Cabot (1787-1860) d'une famille respectée de Boston. Le mariage est célébré le 15 septembre 1828 ; en mars 1830, il acquiert la citoyenneté américaine et son fils Charles naît en 1832. Il est le premier à ériger un arbre de Noël chez lui à Cambridge, introduisant cette coutume en Amérique.
Le mouvement de l'abolitionnisme de l'esclavage aux États-Unis commence en 1831. Follen fait la connaissance notamment de William Lloyd Garrison. Comme il dénonce l'esclavage et la discrimination ethnique dans ses conférences, en 1832, son contrat n'est pas renouvelé à l'université. Dans les années suivantes, il est la cible d'accusations féroces, la presse le qualifie d'incendiaire étranger. Sans se décourager, il poursuivit ses objectifs d'émancipation des esclaves.
En 1836 à Boston, une faculté théologique unitarienne est fondée à Boston. La même année, Follen est ordonné pasteur unitarien à Lexington. Deux ans plus tard, Follen devient pasteur d'une communauté unitaire à Upper East Side, New York (maintenant l'Unitarian Church of All Souls). En 1839, il conçoit le projet d'une nouvelle église à Lexington. Le 13 janvier 1840, il rejoint l'inauguration de l'église par un voyage de New York à Lexington sur le bateau à vapeur Lexington (en). Mais peu après son départ, le navire subit un incendie dans lequel Follen meurt.
En raison de sa critique intransigeante de l'esclavage, le public conservateur de Boston lui refuse d'abord un enterrement. Ce n'est que sous la pression publique de la Massachusetts Antislavery Society, que le 17 avril 1840, les funérailles de Follen sont célébrées dans la chapelle de Marlborough.